# Crocidura ninoyi
Crocidura ninoyi es una especie de musaraña (mamífero placentario de la familia de los sorícidos).

## Distribución geográfica
Es endémica de la isla de Sibuyán (Filipinas).